# Memorial Aurora Trueba
El Memorial Aurora Trueba o Descenso de Pedreña es una competición anual de remo, concretamente de traineras, que se celebra en Pedreña (Cantabria) desde el año 2022, organizada por la Sociedad Deportiva de Remo Pedreña en homenaje a Aurora Trueba.

## Historia
El 31 de diciembre de 2020 murió Aurori «Rori» Trueba, aficionada y colaboradora de la Sociedad Deportiva de Remo Pedreña y que durante años organizó y apoyó en distintas tareas al club de remo. En su memoria, Pedreña organiza desde el año 2022 un descenso de traineras, modalidad de regata que se disputa en pretemporada, en este caso a finales de enero, y en formato contrarreloj y en categorías masculina, femenina, veteranos y mixta.
El recorrido masculino se inicia frente al pantalán del Club de Remo Pontejos hasta el embarcadero de Pedreña y para el resto de categorías la salida se realiza frente a las instalaciones del Club de Remo Valle de Camargo, en la punta de Parayas. En categoría masculina se bogan 6000 metros, en categorías femenina, veteranos y mixta se reman 4000 metros.

## Categoría masculina

### Historial
| Edición | Año  | Ganador  | Segundo  | Tercero   |
| ------- | ---- | -------- | -------- | --------- |
| I       | 2022 | Urdaibai | Pedreña  | Camargo   |
| II      | 2023 | Santurce | Urdaibai | Pedreña   |
| III     | 2024 | San Juan | Pedreña  | Astillero |

### Palmarés
| Victorias | Club     | Años |
| --------- | -------- | ---- |
| 1         | Urdaibai | 2022 |
| 1         | Santurce | 2023 |
| 1         | San Juan | 2024 |

## Categoría femenina

### Historial
| Edición | Año  | Ganadora     | Segunda  | Tercera |
| ------- | ---- | ------------ | -------- | ------- |
| I       | 2022 | La Planchada | -        | -       |
| II      | 2023 | Astillero    | Camargo  | -       |
| III     | 2024 | Astillero    | Ondárroa | -       |

### Palmarés
| Victorias | Club         | Años       |
| --------- | ------------ | ---------- |
| 2         | Astillero    | 2023, 2024 |
| 1         | La Planchada | 2022       |

## Categoría veteranos

### Historial
| Edición | Año  | Ganador | Segundo  | Tercero  |
| ------- | ---- | ------- | -------- | -------- |
| I       | 2022 | Plencia | Pontejos | Mundaca  |
| II      | 2023 | Plencia | Bilbao   | Pontejos |
| III     | 2024 | Bilbao  | Plencia  | Pontejos |

### Palmarés
| Victorias | Club    | Años       |
| --------- | ------- | ---------- |
| 2         | Plencia | 2022, 2023 |
| 1         | Bilbao  | 2024       |

## Categoría mixta

### Historial
| Edición | Año  | Ganador            | Segundo    | Tercero  |
| ------- | ---- | ------------------ | ---------- | -------- |
| I       | 2022 | San Pantaleón      | Barquereño | -        |
| II      | 2023 | Barquereño-Suances | Laredo     | Ondárroa |
| III     | 2023 | A.N. Castro        | Pedreña    | Camargo  |

### Palmarés
| Victorias | Club               | Años |
| --------- | ------------------ | ---- |
| 1         | San Pantaleón      | 2022 |
| 1         | Barquereño-Suances | 2023 |
| 1         | A.N. Castro        | 2024 |